# Mandos
Námo, of Mandos is een personage uit de Silmarillion van J.R.R. Tolkien. Hij is een van de Valar die, samen met zijn broers en zusters, geschapen werd door Eru Ilúvatar. Hij is samen met zijn broers en zusters verantwoordelijk voor de vorming van de landen en volkeren van Midden-aarde.
Zijn eigenlijke naam is Námo. Mandos is de naam die hem door de Eldar werd gegeven, naar de locatie waar hij woonde. Hij is de bewaker van de Huizen van de Doden en ontvangt in zijn Zalen van Mandos de zielen van de gesneuvelden. Deze Zalen liggen in de noordelijke uitlopers van de Pelóri in Valinor. Hij doet voorspellende uitspraken over zaken die in de toekomst liggen en hij vergeet geen ding dat is gebeurd.
Námo en zijn broer Irmo (of "Lórien") worden de Fëanturi genoemd, of "Meesters van Geesten".